# جسی لوئیس لاسکی (پسر)
جسی لوئیس لاسکی (انگلیسی: Jesse Louis Lasky, Jr.; ۱۹ سپتامبر ۱۹۱۰ – ۱۱ آوریل ۱۹۸۸) یا جسی اِل. لاسکی جونیور (به انگلیسی: Jesse L. Lasky, Jr.)؛ یک فیلم‌نامه‌نویس، رمان‌نویس، و نمایش‌نامه‌نویس اهل ایالات متحده آمریکا بود.

## فیلم‌شناسی
- موسیقی جادوست (۱۹۳۴)
- اتحادیه اقیانوس آرام (۱۹۳۸)
- سامسون و دلیله (۱۹۴۹)
- سالومه (۱۹۵۲)
- نژاد اصیل (۱۹۵۵)
- ده فرمان (۱۹۵۵)
- بوکانیر (۱۹۵۸)
- جان پل جونز (۱۹۵۹)